# Llac Pavilion

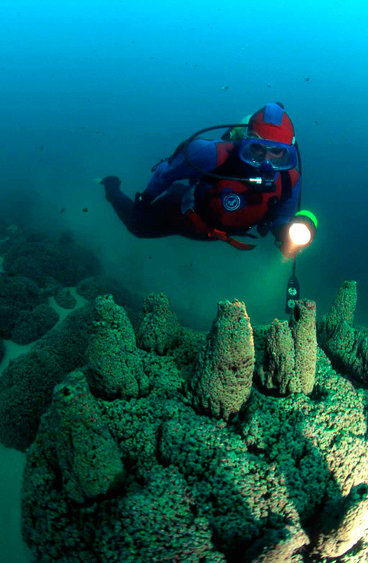
Torres de microbialits a 50-60 peus de fondària al llac Pavilion

El llac Pavilion, en anglès: Pavilion Lake, és un llac dins el Marble Canyon, a la província canadenca de la Colúmbia Britànica. Està situat entre les poblacions de Lillooet i Cache Creek, prop de Pavilion. És una formació càrstica i és notable pel fet que hi viuen microbialits, un tipus d'estromatòlits, i ha estat objecte de recerca en astrobiologia per part de la NASA, la Canadian Space Agency, i altres institucions de recerca de tot el món.
La seva llargada és de 5,8 km i la seva màxima amplada és 0,8 km. Es troba a 820 m d'alçada.